# Eubazus denticulatus
Eubazus denticulatus är en stekelart som först beskrevs av Martin 1956.  Eubazus denticulatus ingår i släktet Eubazus och familjen bracksteklar. Inga underarter finns listade i Catalogue of Life.